# Magnus Ier de Suède
Magnus Ier le Fort  (suédois : Magnus Nilsson; danois : Magnus Nielsen) (né vers 1106, mort le 4 juin 1134 lors de la  bataille de Fotevik), est un prince danois qui règne sur le  Västergötland dans le sud de la Suède de la décennie 1120 jusqu'à environ 1132. Son statut de roi de Suède lui a été contesté à son époque, mais de nos jours, il est reconnu comme un roi de Suède historique,. Snorri Sturluson lui attribue l'épithète de « Magnus der Stark » c'est-à-dire « le Fort ».

## Biographie

### Jeunesse et famille
Magnus est le fils du roi Niels de Danemark et de Margrete Fredkulla, la seconde ou première fille du roi Inge l'Ancien de Suède. Son frère aîné Inge meurt dans un accident de cheval, le laissant seul héritier de Niels. Il devient un jeune homme plus grand et plus fort que les autres. Les chroniques présentent des opinions divergentes sur son caractère et ses ambitions politiques. La Chronique de Roskilde quasi contemporaine le présente comme joyeux et généreux et « faisant preuve de fermeté de caractère ». Saxo Grammaticus, d'autre part, dit qu'il a été bien doté par la nature mais que c'est une brute violente.

### Le chemin de la royauté
Lorsque le cousin germain de Margaret Inge II le Jeune meurt à une date inconnue de la décennie 1120, Magnus réclame le trône en tant qu'aîné des petits-fis du roi Inge l'Ancien. Selon le chroniqueur Saxo Grammaticus, Magnus est reconnu par les
Geats (Götarna) du Götland, mais selon la Västgötalagen, les prérogatives de choisir un roi appartiennent  
aux Svear, une autre tribu du nord de la Suède. Les Svear, de leur côté, élisent Ragnvald Knaphövde, sur lequel les sagas ne sont pas prolixes. D'après un bref récit incorporé dans la Västgötalagen, Ragnvald manque de respect envers les Geats en ne leur concédant pas d'otage lorsqu'il fait la chevauchée inaugurale de son règne. En représailles, Ragnvald est assassiné par la population Geats, un événement qui doit se situer vers 1129. « A sa mort », selon Saxo, le « pouvoir est transféré à Magnus ». Magnus n'est cependant pas mentionné comme roi par la Västgötalagen, ni dans aucune autre liste royale suédoise, soulevant la question de l'étendue réelle de sa sphère d'influence. Le Lögsögumad du Västergötland, Karl d'Edsvära, gouverne sa province et il est reconnu à cette époque par les sources comme jarl ou même comme  « Roi ».

### Règne
Les quelques sources sur cette période indiquent que le christianisme n'est pas encore totalement implanté partout à cette époque. L'évêque d'Uppsala, Siwardus, nommé par l'archevêque de Brême en 1123, est contraint de fuir par les « païens » en 1130. Un autre évêque, Henri, est nommé à Sigtuna par l'archevêque danois  Asser de Lund, et semble un soutien important de Magnus. Des altercations indiquent également une forte rivalité entre l’archidiocèse de Brême-Hambourg et celui danois de Lund.
Il y a aussi un récit dans la chronique de Saxo selon laquelle Magnus a un jour entrepris une expédition tardive en Viking dans une partie de la Suède, et a ramené quelques lourds marteaux de Thor qu'il avait dérobés sur une « île sainte ». Les Suédois  insuffisamment christianisés le considéraient désormais comme un profanateur de temple qui avait volé les dieux.
Vers 1127, Magnus épouse Richiza la fille de Boleslas III le Bouche-Torse de Pologne. Le couple a deux enfants, Knut (qui deviendra Knut V, né en 1129) et Niels (né en 1130). En 1130, Magnus appuie son beau-père Boleslas III lors d'une campagne contre Rügen. Les forces polonaises et la flotte danoise contraignent les Ruges à reconnaître la suzeraineté polonaise sur leur île.

### Guerre civile au Danemark
En 1131, Magnus fait assassiner son cousin et potentiel concurrent au trône de Danemark, Knud Lavard, qui pouvait prétendre au titre d'héritier présomptif de son père Niels comme fils d'un souverain antérieur. Après cet acte, il retourne au Götaland où il est toujours reconnu comme roi. Alors qu'il est soutenu par Niels, Magnus se trouve lui-même impliqué dans la guerre civile qui éclate contre le demi-frère de Knud Lavard Eric Emune. 
Ce conflit interne affaiblit la position de Magnus en Suède. Les Suédois choisissent un grand propriétaire foncier
d'Östergötland, Sverker, comme roi. Selon la chronologie de Saxo cet événement intervient vers 1132.
Magnus et son père Niels engagent ensuite contre leurs ennemis la bataille de Fotevik en Scanie le 4 juin 1134. Toujours selon  Saxo, Niels, pris de panique, s'enfuit lorsque Erik s'approche, mais Magnus fait face à ses adversaires avec ses partisans les plus déterminés. « Il préfère la mort à la fuite afin de ne pas ternir sa réputation de courage. Finalement après avoir combattu et tué de nombreux ennemis, il tombe sur le tas de corps sans vie qui s'est empilé autour de lui ». Après cette défaite décisive, Niels réussit à s'échapper mais il est tué la même année.

## Union et postérité
Après la mort de Magnus, sa veuve Richiza, retourne de l'autre côté de la mer Baltique et épouse Volodar de Minsk, un Rurikide d'origine Viking. Elle revient ensuite en Suède et se marie une 3e fois avec celui qui a défait Magnus, le roi Sverker Ier.
Le fils de Magnus, Knut V de Danemark né en 1128, conteste ensuite la possession du royaume à son cousin issu de germain, Sven III. Quand Knut meurt en 1157, la descendance légitime de Magnus est éteinte. Le fils aîné de Knut Niels d'Aarhus, né de son union avec Hélène de Suède, meurt en 1180. Le fils illégitime et posthume de Knut, Valdemar Knutsen, évêque de Schleswig (de) et Prince-Archevêque de Brême, meurt en 1236 dernier descendant du roi Magnus.

## Sources
- Ingvar Andersson, Histoire de la Suède… des origines à nos jours, Éditions Horvath, Roanne, 1973.
- Lucien Musset, Les Peuples scandinaves au Moyen Âge, Paris, Presses universitaires de France, 1951, 342 p., in-8o (OCLC 3005644)
- (en) Philip Line Kingship and state formation in Sweden, 1130-1290.Library of Congres 2007  (ISBN 9789004155787).
- (da) Bricka, Carl Frederik, Dansk Biografisk Lexikon, vol. XI [Maar – Müllner], 1897. Dansk biografisk Lexikon Magnus Nielsen.
- (da) Saxo Grammaticus. Danmarks kronike, vol. I-II. Kobenhavn: Aschenfeldt's, 1985  (ISBN 87-414-4524-4).
- (sv) Gillingstam, Hans. "Magnus Nilsson", Svenskt biografiskt lexikon, Svenskt biografiskt lexikon: Magnus Nilsson.
- (sv) Sawyer, Peter. När Sverige blev Sverige. Alingsås: Viktoria, 1991.
- (sv) Tunberg, Sven. Sveriges historia till våra dagar. Andra delen. Äldre medeltiden. Stockholm: P.A. Norstedt & Söners Förlag, 1926.
- (sv)Västgötalagen, Västgötalagen.
- (pl) Kosiarz, Edmund, Wojny na Bałtyku X–XIX w. Gdańsk, 1978.